# 諜網迷魂
《諜網迷魂》（英語：The Manchurian Candidate，又譯《諜影迷魂》或《滿洲候選人》）是一套1962年首映的美國驚悚片，導演是約翰·法蘭克海默（John Frankenheimer），演員有法蘭克·辛納屈（Frank Sinatra）、Laurence Harvey、安吉拉·蘭斯伯里、以及珍納·李等。
本片改編自1959年李察·康頓的驚悚小說《满洲候选人》，兩者均以冷戰為背景，描述一名政治世家出身的年輕人被共產黨洗腦，變成一個受人控制的殺手。但因本片在1962年10月24日上映時，美國正處於古巴危機的緊張時期，所以電影可能讓觀眾形像更深刻。

## 劇情
韓戰時期，蘇聯發展出類似催眠的「洗腦」技術，可以使人在恍惚中順從指令，而醒來後對自己做過的事遺忘得一乾二淨。蘇聯在韓戰中藉由臥底的韓籍翻譯官擄走一群美國士兵，帶到中國滿洲通化進行洗腦後釋回美國。共產黨在美國士兵的腦中植入虛假記憶，並在其中一名士兵雷曼·蕭（Raymond Shaw，Laurence Harvey 飾演）的腦中設定觸發事件，當事件發生時，雷曼便會進入催眠狀態。這群士兵回到美國後，渾然不知自己已被洗腦。
班·馬可（Bennett Marco，法蘭克·辛納屈飾演）少校、雷曼·蕭和其他士兵相信雷曼在戰爭中救了大家。雷曼為此在回國後榮獲榮譽勳章。一提起雷曼·蕭，這些士兵都不約而同一字不漏地描述雷曼：「所見崩過最和藹、最勇敢、最溫馨、最完美的人」。然而在他們的頭腦深處，他們認為雷曼是一個冷酷、悲觀、不善交際的人，如同馬可在片中說：「雷曼根本不可能是這種人！」
戰爭結束後，馬可轉入軍情局，而雷曼拒絕母親的安排，自行在報社找到工作。馬可對雷曼的看法一直自相矛盾，又深受惡夢所苦。在惡夢中，一群蘇聯和中國的高官們看著雷曼被催眠後依指示親手殺死兩名同袍。因為這個惡夢，馬可懷疑自己的記憶。軍方認定他情緒不穩，強迫他休假。直到另一名部隊成員也上報做著完全相同惡夢，軍方才開始要求馬可調查雷曼。
共產黨利用雷曼作為「沉睡的間諜」，他們使用撲克牌中的方塊 Q 作為暗號，當雷曼看到方塊 Q 時，他就會被觸發進入催眠狀態，並且聽從接下來的命令，等到他回神後，就會忘得一乾二淨。一個曾在馬可夢中出現過的滿洲醫生這麼說：「雷曼的腦不是用水洗的，是用乾洗的。」為了測試成效，雷曼奉命殺掉自己的報社老闆。
雷曼的繼父參議員約翰·伊瑟林（John Yerkes Iselin，以美國著名的反共參議員約瑟夫·麥卡錫為藍本）是個形象極端的無腦反共份子，慣以煞有介事而悚人聽聞的消息嘩眾取寵。然而大家都只當他是個笑話。其實他只聽從自己妻子，也就是雷曼的母親（安吉拉·蘭斯伯里飾演）指揮，她不擇手段地支持丈夫更上層樓。雷曼由於久遭盛氣凌人的母親掌控一切，因此既痛恨自己母親，也討厭繼父。約翰為吸引注意而在現場直播中大鬧國會聽證會，沒有根據的控訴國防部裡有 207 人是共產黨間諜，此舉激怒了國防部长，造成現場秩序混亂。身為軍方公共關係官員的馬可也受池魚之殃。
但實際上，連雷曼都不曉得，是雷曼母親計劃一切，推著約翰混入白宮。
雷曼曾和參議員湯馬士·喬丹（Thomas Jordan）之女賈思琳·喬丹（Jocelyn Jordan）要好。湯馬士·喬丹議員為伊瑟林的對手之一。伊瑟林在黨內支持度居次，可望獲得副總統提名，希望喬丹參議員莫出手阻撓提名，但喬丹聲言必定盡一切力量阻擋伊瑟林。雷曼和賈思琳兩人後來閃電結婚。雷曼的母親為了消除障礙，指示雷曼暗殺湯馬士。雷曼槍殺湯馬士後，又順手將新婚的賈思琳滅口。
雷曼母親接著唆使雷曼在黨內提名大會時，暗殺總統候選人，以令約翰趁機發表鼓動人心的演說，順理成章地成為總統候選人並勝選。若約翰真能當選總統，共產黨便能控制美國政府，在滿洲所計劃的選戰就成功了。
在片中一幕感人的場景裡，雷曼母親向他兒子承認自己身為共產黨間諜數年了，她需要一個殺手來幫助她統治美國，但完全沒想到這個殺手竟是她自己的兒子。蘇聯人和中國人會挑上雷曼就是為了更能掌握雷曼的母親，而雷曼母親也暗自計劃待掌握大權後替兒子復仇。
馬可在調查中意外的找出雷曼的觸發事件，並嚐試為其解除洗腦催眠，要求雷曼收到新指令後聯絡。雷曼依指令帶著狙擊槍藏身在提名大會燈樓之中，卻逾時未聯絡。認定自己行動失敗的馬可氣極敗壞，連同長官趕到黨代表大會會場，認定燈樓可疑。他趕上樓頂，正見到雷曼掉轉槍口，殺掉自己的母親和約翰兩人。他告訴馬可為何自己要親手了結此事後，戴著榮譽勳章吞槍自盡。現在他拿到榮譽勳章才是實至名歸。
Janet Leigh 飾演馬可的情人尤金妮（Eugenie Rose Chaney），他們兩在火車上奇怪的對話使得有些人懷疑尤金妮是否也是共產黨間諜，她是否也利用暗語觸發馬可腦中的開關。在 DVD 裡講評中，導演表示他自己也不知道尤金妮是不是間諜。火車上的對話直接引用自李察·康頓的小說，所以應該沒有隱涵任何意義。

## 評價
安吉拉·蘭斯伯里被提名奧斯卡「最佳女配角獎」，Ferris Webster 被提名「最佳剪輯獎」。此外，安吉拉·蘭斯伯里也贏得 National Board of Review 和金球獎的「最佳女配角獎」。
本片在網際網路電影資料庫（IMDb）排名影史前 100，也是美國電影協會（American Film Institute）百年百部佳片的第 67 名、百年百部驚悚片的第 17 名。
本片在爛蕃茄網站（Rotten Tomatoes）獲得97% 的新鮮度/好評。

## 甘迺迪遇刺
本片在1962年10月上映，1963年11月就遭逢甘迺迪遇刺案，由於本片內容牽涉總統暗殺的敏感話題，所以在1963年之後十年，本片就很少在螢幕上出現。
另一部電影《Suddenly!》也遭遇到類似命運，在該片中，法蘭·仙納杜拉飾演一個總統暗殺者。

## 趣聞
- 本片是第一部使用空手道打鬥的美國電影（根據導演在 DVD 的說明）。在拍攝打鬥場景時，法蘭·仙納杜拉的小指因為撞到桌子而骨折。
- 雷曼和馬可著名的對質戲其實是毛片，第一次拍攝這場戲時，法蘭·仙納杜拉的鏡頭失焦，之後重拍仙納杜拉的表現反而不如第一次好。導演法蘭克海默拍煩了，就索性使用原來失焦的版本。影評看到這場戲，還讚賞導演利用這鏡頭表達雷曼當時模糊的視野。（來源：導演在 DVD 中的講評）
- 在拍高台暗殺一戲時，法蘭克海默不知道要怎麼讓馬可發現雷曼的槍口，後來他決定效仿希區考克（Alfred Hitchcock）的《海外特派員》（Foreign Correspondent）。在 DVD 講評裡，法蘭克海默提到此舉在 1960 年代可能是抄襲，但現在看來是一種致敬。
- 雖然安吉拉·蘭斯伯里在片中飾演雷曼的母親，但實際上她只比飾演雷曼的 Laurence Harvey 大三歲。
- 2007 年四月，安吉拉·蘭斯伯里的角色（雷曼的母親）被 Newsweek 選為影史十大惡人之一。

## 2004 年重拍版
強納森·德米（Jonathan Demme）在2004年重拍此片，英文片名相同，但中文另譯成《戰略迷魂》。由丹佐·華盛頓（Denzel Washington）、李佛·薛伯（Liev Schreiber）以及梅莉·史翠普（Meryl Streep）主演。新的版本在劇情上改變不少（像是把韓戰變成了較近期的波斯灣戰爭，冷戰改成企業陰謀），評價多屬正面，票房也很成功。

## 外部連結
- 互联网电影数据库（IMDb）上《諜網迷魂》的资料（英文）
- TCM电影资料库上《諜網迷魂》的资料（英文）
- AllMovie上《諜網迷魂》的资料（英文）
- 爛番茄上《諜網迷魂》的資料（英文）
- Metacritic上《諜網迷魂》的資料（英文）
- Box Office Mojo上《諜網迷魂》的資料（英文）
- 開眼電影網上《諜網迷魂》的資料（繁體中文）
- 时光网上《諜網迷魂》的資料（简体中文）
- 豆瓣电影上《諜網迷魂》的資料 （简体中文）
- Storyline and key dialogue excerpts （页面存档备份，存于）
- McCarthyism and the Movies （页面存档备份，存于）